# Clarence Gaston
Clarence Edwin "Cito" Gaston (San Antonio, Texas, Estados Unidos, 17 de marzo de 1944) es un ex-jardinero y mánager estadounidense de las Grandes Ligas. Es el primer afroestadounidense en ganar una Serie Mundial como mánager dirigiendo a Toronto Blue Jays siendo campeón de la Serie Mundial en 1992 y 1993.

## Carrera

### Estados Unidos
Como jugador, Cito Gaston fue miembro de los Bravos de Atlanta, Padres de San Diego y Piratas de Pittsburgh.
Como mánager, Cito Gaston dirigió a los Azulejos de Toronto desde 1989 hasta 1997. Volvió a ser mánager de los Azulejos de Toronto entre 2008 y 2010. Con ese club, ganó cuatro títulos de la División Este de la Liga Americana (1989, 1991, 1992 y 1993), dos banderines de la Liga Americana (1992 y 1993) y dos títulos de la Serie Mundial (1992 y 1993). 

### Venezuela
Cito Gaston participó en siete temporadas de la Liga Venezolana de Béisbol Profesional. Fue jugador de los clubes Cardenales de Lara (1967–1968), Navegantes del Magallanes (1968–1972, 1975–1976) y Tiburones de La Guaira (1976–1977). En Venezuela, él anotó 31 home runs y 207 carreras impulsadas en 310 juegos (temporada regular).

### México
Cito Gaston jugó en la Liga Mexicana en la temporada 1979, con los Cachorros de León equipo que jugaba por primera vez en esta ciudad. La temporada siguiente con el problema de la ANABE el equipo desaparece y muchos de sus jugadores entre ellos Gaston quedaron en libertad.